# Christoph-Kolumbus-Schule (Cottbus)
Die Christoph-Kolumbus-Schule ist eine Grundschule im Cottbuser Stadtteil Sandow.

## Geschichte
Sie wurde 1967 als 13. Polytechnische Oberschule erbaut und von 1969 bis 1990 als Ernst-Thälmann-Oberschule, von 1990 bis 2004 als 7. Grundschule geführt. Ihren heutigen Namen erhielt sie im Juni 2004. In ihren ersten Jahren wurde sie von über 1000 Schülern besucht. Zur Schule gehört eine Turnhalle und ein großer Sportplatz. Nach 1990 wurde der Pausenhof begrünt. Außerdem wurde bei Sanierungsarbeiten in den Jahren 2010/13 ein Fahrstuhl eingebaut, der es nun auch gehbehinderten Kindern ermöglicht, die Schule zu besuchen. Im Schulgebäude befindet sich auch die Bücherei Sandow e.V. Außerdem wurde ihr der Titel „Umweltschule“ verliehen.

## Baubeschreibung
Das Gebäude wurde 1967 in Plattenbauweise gebaut. 2010 wurden Sanierungsarbeiten unternommen, bei denen die Brandschutztechnik erneuert, die technische Gebäudeausrüstung ausgebaut und die Fassade eine energetische Wärmedämmung bekam und farblich aufgewertet wurde. Treppen und Vordächer wurden saniert. Das Untergeschoss mit Einordnung der Stadtteilbibliothek Sandow sowie der sonderpädagogischen Beratungsstelle wurde erneuert und ausgebaut.

## Belege
1. 1 2 3  Stammdaten Christoph-Kolumbus-Schule Cottbus. In: bildung-brandenburg.de. Abgerufen am 30. Mai 2021.
2. ↑  1967-2004. In: Christoph-Kolumbus-Grundschule Cottbus. Abgerufen am 6. Juni 2020.
3. ↑  Namensgebung. In: Christoph-Kolumbus-Grundschule Cottbus. Abgerufen am 6. Juni 2020.
4. ↑  Christoph-Kolumbus-Grundschule Cottbus – Umweltschule. In: www.kolumbus-grundschule.de. Abgerufen am 6. Juni 2020.